# 419 Avrelija
419 Avrelija (mednarodno ime 419 Aurelia) je asteroid tipa F (po Tholenu) v glavnem asteroidnem pasu. 

## Odkritje
Asteroid je odkril Max Franz Joseph Cornelius Wolf 7. septembra 1896 v Heidelbergu.. Izvor imena ni znan.

## Lastnosti
Asteroid Avrelija obkroži Sonce v 4,18 letih. Njegova tirnica ima izsrednost 0,253, nagnjena pa je za 3,926° proti ekliptiki. Njegov premer je 129,01 km, okoli svoje osi se zavrti v 16,709 urah .